# Euploea hippias
Euploea hippias är en fjärilsart som beskrevs av William Henry Miskin 1889. Euploea hippias ingår i släktet Euploea och familjen praktfjärilar. Inga underarter finns listade i Catalogue of Life.